# Horní Bečva
Horní Bečva (en allemand : Ober Betschwa) est une commune du district de Vsetín, dans la région de Zlín, en Tchéquie. Sa population s'élevait à 2 455 habitants en 2020.

## Géographie
Horní Bečva se trouve à 24 km au nord-est de Vsetín, à 51 km au nord-est de Zlín, à 125 km à l'est-nord-est de Brno et à 287 km à l'est-sud-est de Prague.
La commune est limitée par Prostřední Bečva à l'ouest et au nord-ouest, par Čeladná au nord-est, par Bílá à l'est, par Velké Karlovice au sud, et par Hutisko-Solanec à l'ouest.

## Histoire
La commune fait partie du district de Vsetín depuis 1960.